# Bariloche (departamento)
Bariloche é um departamento da Argentina, localizado na 
província de Rio Negro.

## Localidades
- Colonia Suiza
- El Bolsón
- El Foyel
- El Manso
- Río Villegas
- San Carlos de Bariloche
- Villa Campanario
- Villa Cerro Catedral
- Villa Llao Llao
- Villa Los Coihues
- Villa Mascardi